# Sankta Klara-kyrkan
Sankta Klara-kyrkan är en romersk-katolsk kyrkobyggnad och ett betydelsefullt monument i byn Horodkivka i Ukraina. Kyrkan är belägen vid en liten sjö i den sydvästra delen av Horodok, nära vägen som leder till Berdytjiv i närheten av floden Lebedivka. Den är uppförd i eklektisk stil med inslag av nygotik och modern 1900-talsarkitektur.